# Ieva Tāre
Ieva Tāre (15 de março de 1974) é uma basquetebolista profissional letã.

## Carreira
Ieva Tāre integrou a Seleção Letã de Basquetebol Feminino, na Pequim 2008, que terminou na nona colocação.